# 斯蒂文·帕特森
斯蒂文·帕特森（Steven Paterson，1975年4月25日—）是一位蘇格蘭政治人物，他的黨籍是蘇格蘭民族黨。2015年至2017年開始，他擔任斯特靈選區選出的國會議員。他畢業於羅伯特戈登大學。